# Jo no kata
Jo no kata (jap. 序の型) ist eine von Tetsuhiko Asai entwickelte Karate-Kata und bedeutet etwa Anfangsform. Sie ist dem Shōtōkan zuzurechnen.
Jo no kata ist hauptsächlich für das Anfängertraining gedacht. Sie basiert auf der Embusen der Kata Taikyoku Shodan bzw. Heian Shodan. Von diesen abweichend enthält sie die Techniken Soto-uke, Kakiwake-gedan-gamae, Mae-geri und Tate-shuto-uke in Kiba-Dachi.
Diese Kata wird in der JKS (Japan Karate Shotorenmei) in der Prüfung zum 9. und 8. Kyu verlangt.

## Abfolge
1. Ausgangsstellung ("Yoi")
2. Gedan-Barai links 90°
3. Age-uke rechts
4. Gedan-Barai rechts mit 180°-Wendung
5. Age-uke links
6. Gedan-Barai links mit 90°-Wendung
7. Oi-zuki rechts
8. Oi-zuki links
9. Oi-zuki rechts (Kiai)
10. Gedan-Barai links mit 270°-Wendung (vorderes rechtes Bein ist dabei auf fester Position)
11. Soto-uke rechts
12. Gedan-Barai rechts mit 180°-Wendung
13. Soto-uke links
14. Morote-Gedan-Barai mit 90°-Wendung
15. Mae-geri rechts
16. Mae-geri links
17. Mae-geri rechts
18. Shuto-uke links mit 270°-Wendung (vorderes rechtes Bein ist dabei auf fester Position)
19. Shuto-uke rechts mit 180°-Wendung auf der Stelle
20. Tate-shuto-uke links mit 90°-Wendung in Kiba-Dachi
21. Chudan-zuki links
22. Chudan-zuki rechts (Kiai)
23. Abschluss ("Yame"): Linkes, vorderes Bein zurück mit 90°-Drehung